# Ance
Ance är en kommun i departementet Pyrénées-Atlantiques i regionen Nouvelle-Aquitaine i sydvästra Frankrike. Kommunen ligger i kantonen Aramits som tillhör arrondissementet Oloron-Sainte-Marie. År 2018 hade Ance 227 invånare.

## Befolkningsutveckling
Antalet invånare i kommunen Ance
| Referens: INSEE |